# 25. мај
25. мај (25.5) је 145. дан године по грегоријанском календару (146. у преступној години). До краја године има још 220 дана.

## Догађаји
- 1787 — Под председништвом Џорџа Вашингтона, у Филаделфији је почела с радом уставна конвенција. Нацрт устава прве модерне демократске државе у свету, САД, усвојен је 17. септембра, након готово четири месеца расправљања.
- 1810 — У Рио де ла Плати у Аргентини почела побуна против шпанског колонијалног режима, а власт је преузела привремена влада. Тај дан се прославља као Дан независности Аргентине, мада је независност формално проглашена у јулу 1816.
- 1840 — У Србији уведен јавни поштански саобраћај отварањем прве поште у Београду, у згради на Калемегдану. Пошта је из Београда у друга места у земљи отпремана средом и суботом.
- 1895 — Британски писац Оскар Вајлд осуђен на две године робије због хомосексуалности.
- 1911 — Председник Мексика Порфирио Дијаз поднео је оставку после победе револуционарних снага над трупама владе у грађанском рату.
- 1915 — Завршена битка за град Ипр у Првом светском рату у којој је било 105.000 погинулих и рањених, а током које су Немци први пут употребили отровни гас који је по том граду добио назив иперит.
- 1923 — Велика Британија признала независност Трансјорданије под емиром Абдулахом. Истог дана 1946. новим споразумом је признат суверенитет те блискоисточне државе назване Јордан са Абдулахом као краљем.
- 1929 — У Народном позоришту у Београду изведена је премијера „Госпође министарке“ Бранислава Нушића. Редитељ је био Витомир Богић, а сценограф Ананије Вербицки. Насловну улогу тумачила је Жанка Стокић, којој је Нушић унапред наменио улогу.
- 1944 — Немци су у Другом светском рату почели ваздушни десант на Дрвар где је био смештен Врховни штаб југословенских партизана.
- 1960 — Током кинеско-непалских препирки око границе на Монт Евересту, Кинези су стигли на северну страну врха и поставили кинеску заставу и бисту Мао Цедунга.
- 1961 — Британски адвокат Питер Бененсон основао у Лондону Организацију за људска права Амнести интернешенел.
- 1963 — Самит афричких држава у Адис Абеби је окончан споразумом о оснивању Организације афричког јединства.
- 1969 — У Судану је државним ударом власт преузео пуковник Џафар Мохамед ел Нумејри.
- 1979 — Одмах након полетања са чикашког аеродрома, срушио се амерички авион "DC-10" пошто му је претходно отпао један мотор. Погинуло је свих 273 путника и чланова посаде.
- 1983 — У пожарима који су захватили три брода на реци Нил у јужном Египту погинуло је више од 300 људи.
- 1991 — Завршена је дводневна акција током које су Израелци „ваздушним мостом“ пребацили 15.000 етиопских Јевреја из Адис Абебе у Израел.
- 1992 — Оскар Луиђи Скалфаро постао председник Италије.
- 1993 — Савет безбедности УН усвојио је резолуцију 827 о оснивању Међународног суда за ратне злочине почињене на тлу бивше Југославије са седиштем у Хагу. То је био први такав суд после судова у Нирнбергу (1945—46) и Токију (1946—48). Године 1994. основан је и Међународни кривични суд за Руанду са седиштем у танзанијском граду Аруши.
- 1994 — Руски књижевник Александар Солжењицин вратио се у Русију након 20 година изгнанства.
- 1995 —
  - Авијација НАТО-а, у рату у БиХ, бомбардовала је складиште муниције Војске Републике Српске код Пала. Срби су одговорили узимањем за таоце 377 припадника мировних снага УН. Последњи таоци пуштени су 18. јуна.
  - Масакр на Тузланској капији. У експлозији гранате на централном тргу у Тузли 71 особа је погинула, а 108 рањено.
- 1996 — Бивши бугарски цар Симеон II вратио се у земљу након 50-огодишњег егзила.
- 1997 — Војним ударом збачена је цивилна влада у Сијера Леонеу, а председник Ахмад Теџан Кабах принуђен је да напусти земљу.
- 2001 —
  - Десет година након распада СФР Југославије, представници новонасталих држава парафирали су у Бечу Споразум о подели имовине бивше заједничке земље.
  - Американац Ерик Вајхенмајер прва је слепа особа која је освојила Монт Еверст, на који се попео заједно са Шерманом Булом, 64-годишњим лекаром, који је тако постао најстарија особа која је освојила овај врх.
- 2002 — У паду авиона кинеске авио-компаније „Чајна ерлајнс“ у море у тајванском заливу, погинуло је 225 путника и чланова посаде.
- 2004 — Шеф УНМИК-а Хари Холкери поднео је оставку из здравствених разлога, три месеца пре истека мандата.

## Рођења
- 1803 — Ралф Волдо Емерсон, амерички филозоф, есејиста и песник, духовни вођа трансценденталиста. (прем. 1882)[1]
- 1856 — Луј Франше д’Епере, француски маршал. (прем. 1942)[2]
- 1887 — Драгиша Брашован, српски архитекта, један од пионира српске модерне архитектуре. (прем. 1965)[3]
- 1889 — Игор Сикорски, руско-амерички конструктор авиона и хеликоптера. (прем. 1972)[4]
- 1914 — Слободан Принцип Сељо, учесник Народноослободилачке борбе и народни херој Југославије. (прем. 1942)[5]
- 1921 — Џек Стајнбергер, амерички физичар, добитник Нобелове награде за физику (1988). (прем. 2020)[6]
- 1925 — Џин Крејн, америчка глумица. (прем. 2003)[7]
- 1925 — Олга Адам, југословенска и српска позоришна глумица и спикерка. (прем. 2012)[8]
- 1929 — Беверли Силс, америчка оперска певачица. (прем. 2007)[9]
- 1939 — Дикси Картер, америчка глумица и певачица. (прем. 2010)[10]
- 1939 — Ијан Макелен, енглески глумац.[11]
- 1939 — Тибор Варади, српски правник, пензионисани професор Правног факултета Универзитета у Новом Саду, професор емеритус Централноевропског универзитета у Будимпешти и Универзитета Емори у Атланти.[12]
- 1942 — Зоран Гајић Гроздинац, српски певач народне музике. (прем. 1997)
- 1944 — Френк Оз, амерички глумац, луткар, редитељ и продуцент.[13]
- 1947 — Џеки Вивер, аустралијска глумица.[14]
- 1948 — Клаус Мајне, немачки музичар, најпознатији као певач групе Scorpions.[15]
- 1953 — Данијел Пасарела, аргентински фудбалер и фудбалски тренер.[16]
- 1953 — Гаетано Ширеа, италијански фудбалер. (прем. 1989)[17]
- 1958 — Пол Велер, енглески музичар.[18]
- 1963 — Мајк Мајерс, канадски глумац, комичар, сценариста и продуцент.[19]
- 1964 — Реј Стивенсон, северноирски глумац. (прем. 2023)[20]
- 1965 — Зоран Јовановић, српски кошаркаш.[21]
- 1969 — Ен Хејч, америчка глумица, редитељка и сценаристкиња. (прем. 2022)[22]
- 1971 — Џастин Хенри, амерички глумац.[23]
- 1972 — Октејвија Спенсер, америчка глумица и продуценткиња.[24]
- 1973 — Моли Симс, америчка глумица и модел[25]
- 1976 — Килијан Мерфи, ирски глумац.[26]
- 1976  — Итан Супли, амерички глумац.[27]
- 1983 — Марселињо Уертас, бразилско-италијански кошаркаш.[28]
- 1984 — Карла Кокс, чешка порнографска глумица.[29]
- 1984 — Унур Бирна Вилхјаулмсдоутир, исландска глумица и модел, најпознатија као Мис Исланда и Мис света (2005).
- 1985 — Демба Ба, сенегалски фудбалер.[30]
- 1987 — Сања Дамњановић, српска рукометашица.
- 1990 — Немања Милић, српски фудбалер.[31]
- 1991 — Дерик Вилијамс, амерички кошаркаш.[32]
- 1993 — Норман Пауел, амерички кошаркаш.[33]
- 1998 — Анастасија Ражнатовић, српска певачица.
- 1999 — Брек Бесинџер, америчка глумица.[34]
- 1999 — Тијана Филиповић, српска фудбалерка.[35]
- 2000 — Ли Џенг, кинески скакач у воду.[36]

## Смрти
- 1939 — Френк Дајсон, енглески астроном. (рођ. 1868)[37]
- 1943 — Ђурђелина Ђука Динић, текстилна радница, учесница Народноослободилачке борбе и народни херој Југославије. (рођ. 1914)
- 1995 — Крешимир Ћосић, југословенски и хрватски кошаркашки репрезентативац. (рођ. 1948)[38]
- 2000 — Франсис Ледерер, чешки позоришни и филмски глумац. (рођ. 1899)[39]
- 2001 — Алберто Корда, кубански фотограф. (рођ. 1928)
- 2010 — Ерих Кош,  српски књижевник, преводилац и академик. (рођ. 1913)[40]
- 2020 — Џорџ Флојд, Афроамериканац који је умро током лишавања слободе[41]

## Празници и дани сећања
- Међународни празници
  - Дан пешкира
- Српска православна црква слави:
  - свештеномученике Викентија Крџића, митрополита скопског и игумана манастира Свети Прохор Пчињски, Владимира Протића[42]
  - Светог Епифанија - епископа кипарског.
  - Светог Германа - патријарха цариградског
  - Светог мученика Панкратија
- Дан младости
- Дан Африке